# Wittlich
Wittlich – miasto powiatowe w południowo-zachodnich Niemczech, w kraju związkowym Nadrenia-Palatynat, siedziba powiatu Bernkastel-Wittlich oraz gminy związkowej Wittlich-Land. W 2009 miasto zamieszkiwane było przez 17 789 osób.

## Geografia
Wittlich położone jest nad rzeką Lieser. Miasto składa się z części centralnej i pięciu otaczających ją dzielnic: Bombogen, Dorf, Lüxem, Neuerburg i Wengerohr.

## Historia
Najstarsze ślady osadnictwa w okolicach Wittlich pochodzą z III wieku p.n.e. Pierwsze pisemne wzmianki o mieście pochodzą z roku 1065. W roku 1300 Wittlich otrzymało prawa miejskie. Przypuszcza się jednak, że prawa te miasto posiadało już od 1291 roku. Z tego względu w 1991 roku odbyły się tu uroczyste obchody rocznicy 700-lecia miasta. W 1912 roku utworzono tu pierwsze w Niemczech więzienie dla młodzieży.

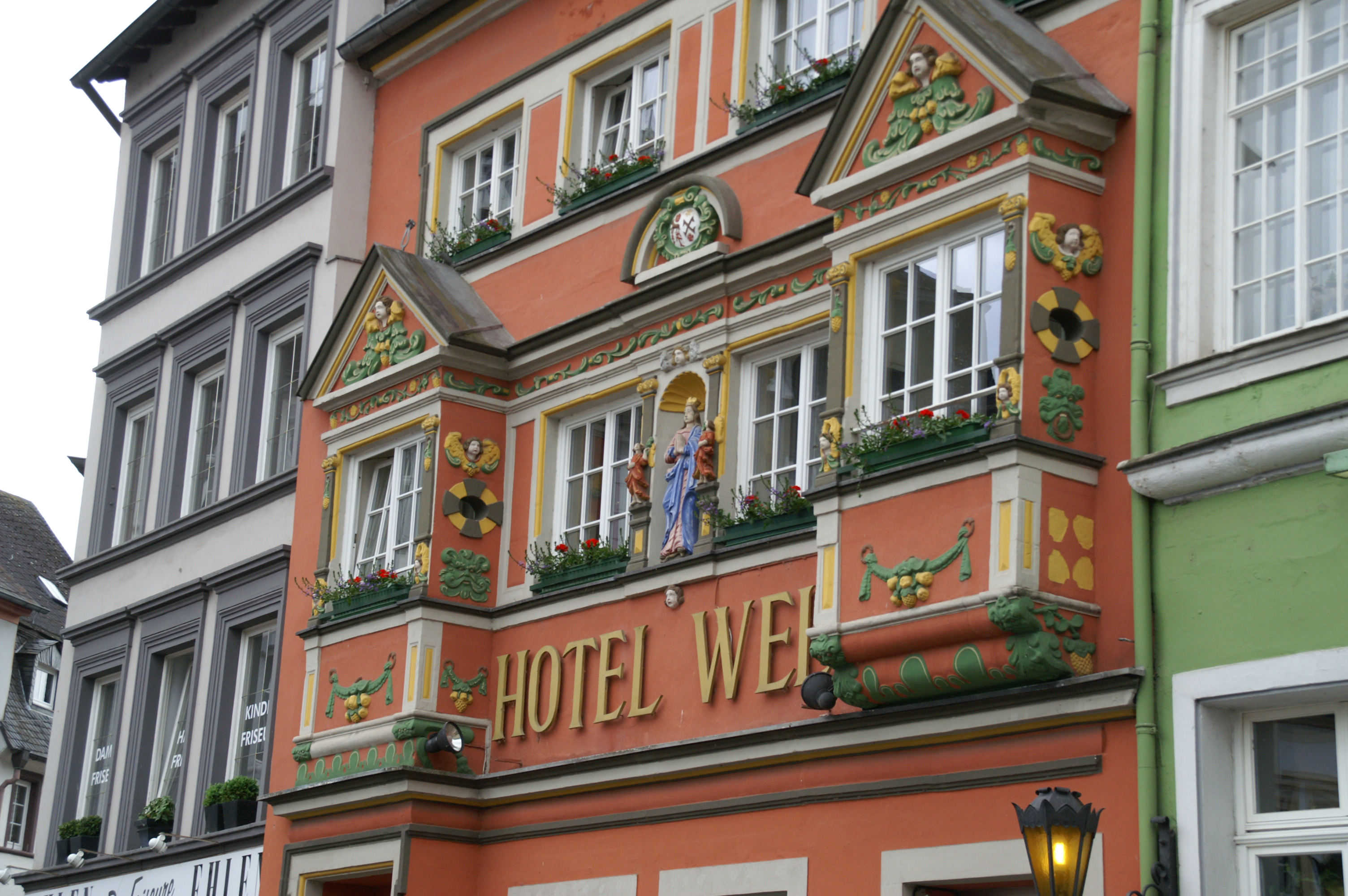
Zabudowania Rynku Wittlich

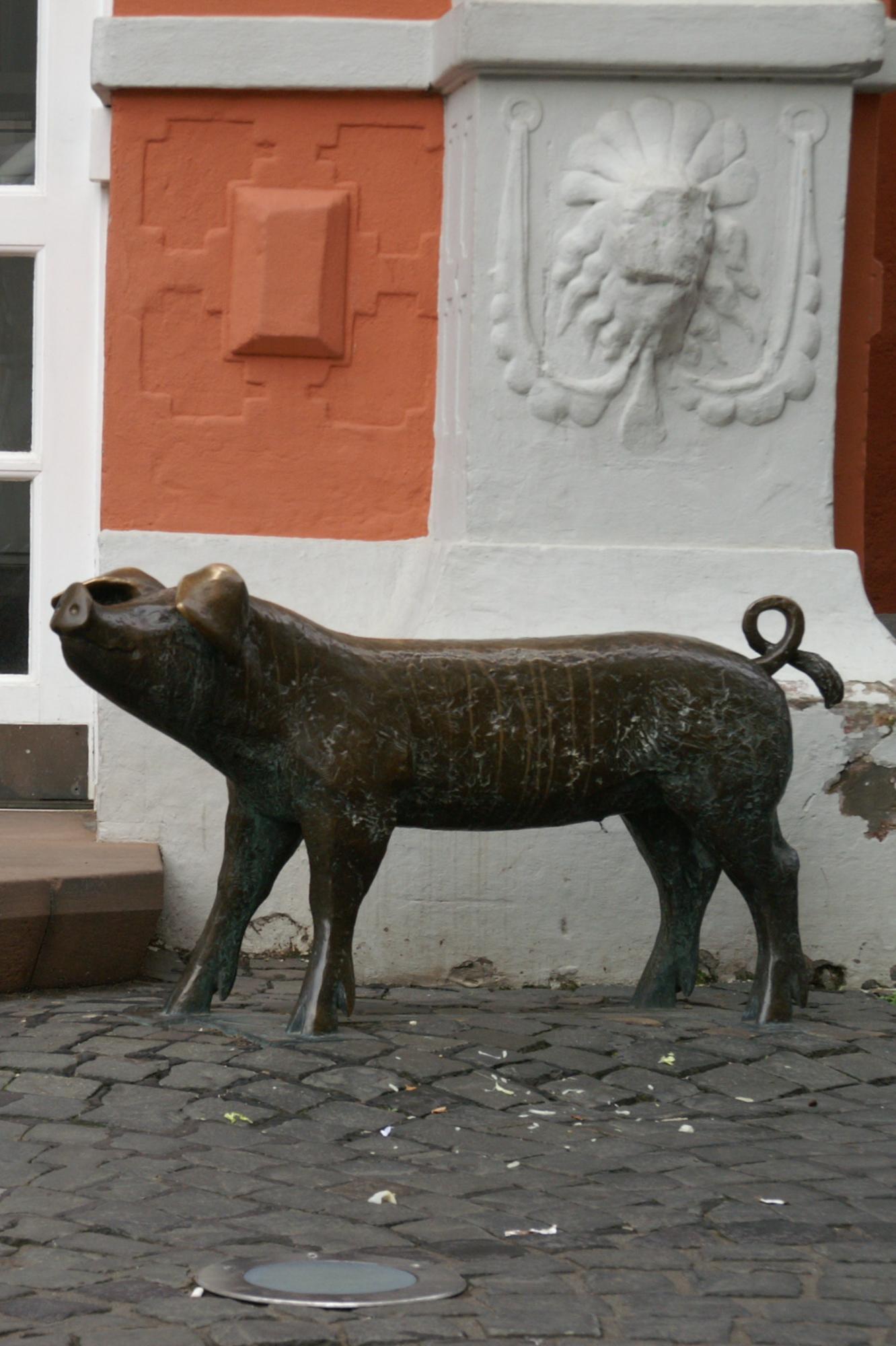
Pomnik na Rynku w Wittlich

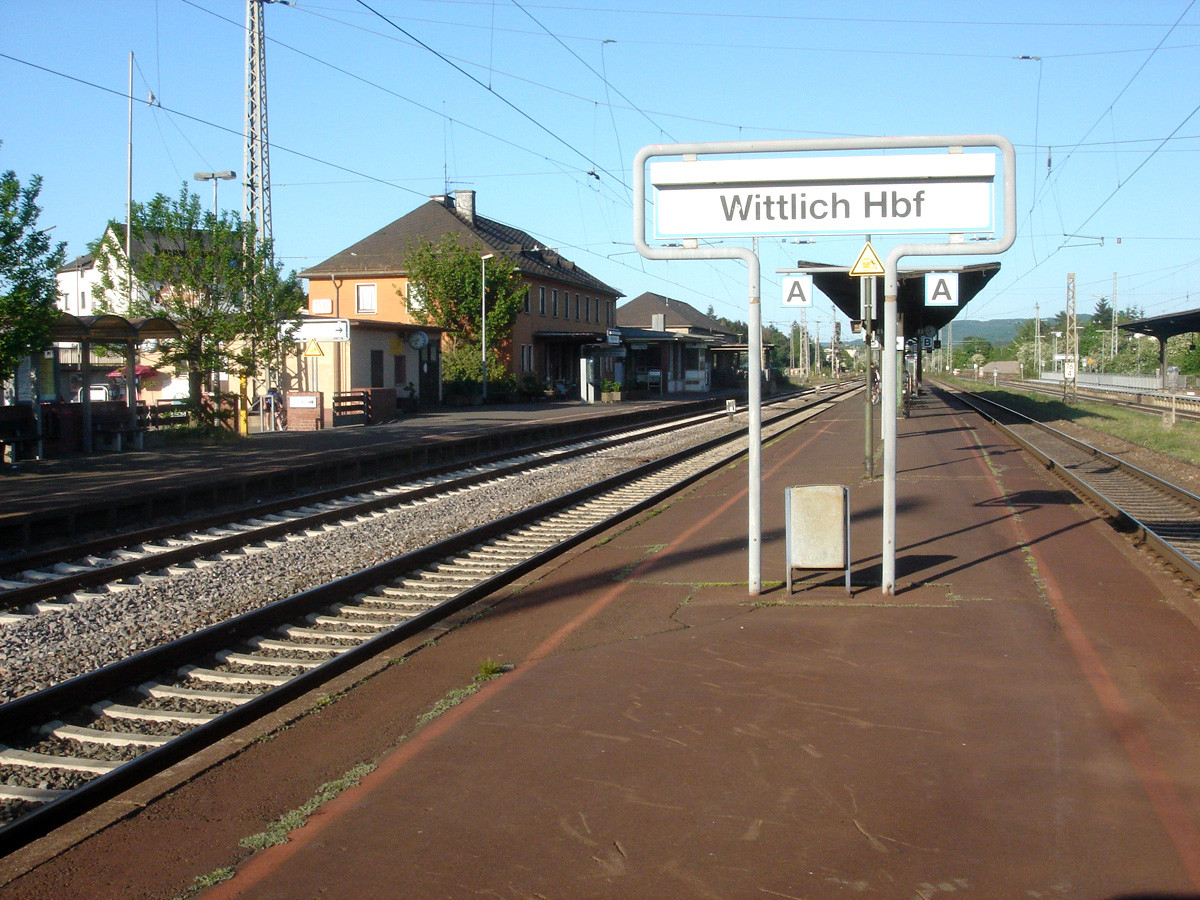
Dworzec kolejowy Wittlich

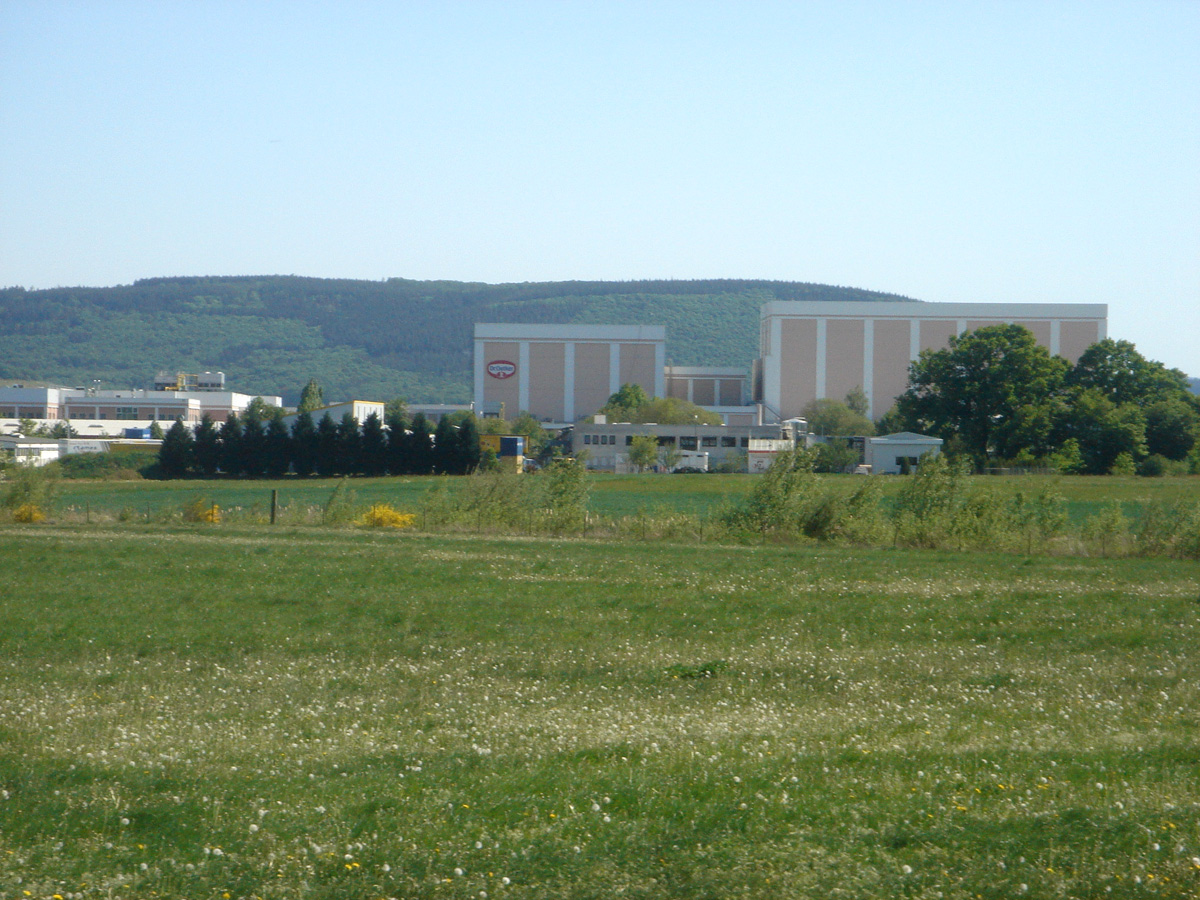
Zakłady Dr. Oetker w Wittlich

## Zabytki
- stary ratusz z Muzeum Sztuki Nowoczesnej (Städtische Galerie für moderne Kunst)
- dawna synagoga
- zabytkowa brama miejska
- barokowy kościół św. Marka (St. Markus)

## Komunikacja

### Drogi
Miasto położone jest przy autostradzie A1. Ponadto krzyżują się tutaj dwie drogi krajowe: B49 i B50

### Kolej
- Przez Wittlich przebiega linia kolejowa wykorzystywana przez pociągi Intercity-Express. Zatrzymują się tu między innymi pociągi: z Koblencji przez Trewir do Saarbrücken, z Koblencji przez Wittlich do Trewiru oraz z Wittlich przez Trewir do Perl.

## Gospodarka
Całe miasto Wittlich dysponuje około 16 tysiącami miejsc pracy, co oznacza 852 miejsca pracy na 1000 mieszkańców. Jest to najlepszy, pod tym względem wynik w Nadrenii-Palatynacie. Najwięcej pracowników zatrudniają zlokalizowane tu zakłady Dr. Oetker produkujące mrożoną żywność oraz zakłady Goodyear Dunlop Tires Germany GmbH specjalizujące się w produkcji opon do samochodów ciężarowych.

## Osoby

### urodzone w Wittlich
- Hans Friderichs (ur. 1931) niemiecki minister gospodarki
- Max René Hesse (1877–1952), pisarz
- Hans Kalbfell (ur. 1930), bokser
- Julian Klein (ur. 1973), kompozytor i reżyser
- Christian Klippel (ur. 1955), pisarz
- Matthias Joseph Mehs (1893–1976), polityk, Honorowy obywatel Wittlich od 1966 roku
- Tony Munzlinger (ur. 1934), malarz, rysownik
- Thomas Mussweiler (ur. 1969), psycholog
- Jürgen Roth-Lebenstedt (ur. 1962), piłkarz, trener
- Hermann Schäfer (ur. 1942), historyk
- Willi Schrot (ur. 1915), polityk, Honorowy obywatel Wittlich od 2004 roku

### związane z miastem
- Louis Constans Berger (1829–1891), Polityk, Honorowy obywatel Wittlich od 1884 roku;
- Hans-Günther Heinz (ur. 1933), Polityk, Honorowy obywatel Wittlich od 2004 roku;

## Współpraca
Miejscowości partnerskie:
- Holandia: Boxtel
- Francja: Brunoy
- Wielka Brytania: Wellingborough
- Brandenburgia: Zossen